# Astragalus mollissimus
Astragalus mollissimus — вид квіткових рослин з родини бобових (Fabaceae). Ареал охоплює такі країни: Мексика, США (Аризона, Колорадо, Айдахо, Канзас, Небраска, Невада, Нью-Мексико, Оклахома, Південна Дакота, Техас, Юта, Вайомінг).

## Середовище
Це багаторічна трав'яниста рослина, що росте на луках, у пустельних чагарниках та серед ялівцевих угруповань. Рослина є токсичною для худоби і є найпоширенішою проблемою, пов'язаною з отруйними рослинами, на заході США та часто спричиняючи серйозні втрати худоби. A. mollissimus спричиняє численні проблеми у худоби, включаючи неврологічні ефекти, репродуктивні зміни, виснаження та звикання. Наразі немає відомих серйозних загроз для цього виду.